# Regeringen Borne
Regeringen Borne bildades den 20 maj 2022, med Élisabeth Borne som premiärminister. Det är den Frankrikes fyrtiotredje regering under den femte franska republiken.
Regeringen leds av Élisabeth Borne, som är Frankrikes andra kvinnliga premiärminister efter Édith Cresson som hade samma post 1991. Det är också den fjärde regeringen under president Emmanuel Macron, och den första sedan hans omval 2022.

## Tillkomst

### Sammanhang
Regeringen bildades efter omvalet av Emmanuel Macron, och efter att regeringen Castex avgick 16 maj 2022. Castex var inte aktuell för en andra mandatperiod.
Det spekulerades mycket kring vem som skulle efterträda Jean Castex. Med anledning av Jean-Luc Mélenchons starka valresultat, och Macrons behov av att vinna röster till vänster för att blockera Marine Le Pen från makten, ansåg många att Macron övervägde en person mer till vänster än Jean Castex och Édouard Philippe, som båda är sprungna ur den franska högern och tidigare medlemmar av Republikanerna. Det spekulerades också kring att Macron skulle välja en person med ett tydligare engagemang för sociala och ekologiska frågor.
Idén att utse en kvinna till premiärminister hade redan övervägts av Emmanuel Macron under valkampanjen 2016-2017. Flera namn cirkulerade i pressen, såsom Catherine Vautrins och Christelle Morançais. Valérie Rabault, ordförande i Nationalförsamlingens socialistiska grupp, sade till medierna att hon hade kontaktats av Macron i detta ärende, vilket dock dementerades av Élyséepalatset.
Utnämningen av Elisabeth Borne tillkännagavs slutligen den 16 maj 2022 genom pressmeddelande. Makten lämnades över från Jean Castex samma dag.

### 2022 års parlamentsval
Femton medlemmar av regeringen, inklusive Élisabeth Borne, var kandidater i 2022 års parlamentsval. Élyséepalatset meddelade att ministrar som förlorar mandatet i sin valkrets måste avgå.
Efter valet förlorade tre ministrar i sina respektive valkretsar : Amélie de Montchalin (klimatomställning och regional sammanhållning) i Essonne, Brigitte Bourguignon (hälsa och folkhälsa) i Pas-de-Calais och Justine Benin (hav) i Guadeloupe. I enlighet med Élyséepalatsets anvisningar skulle ministrarna lämna regeringen vid en efterföljande ombildning.
Regeringen förlorade den absoluta majoriteten i nationalförsamlingen, och La France insoumise tillkännagav, dagen efter den andra omröstningsomgången, att man skulle starta en misstroendeförklaring mot regeringen den 5 juli 2022.

## Regeringen

### Premiärminister
| Bild | Roll                                                                                              | Namn | Namn            | Parti      |
| ---- | ------------------------------------------------------------------------------------------------- | ---- | --------------- | ---------- |
|      | Premiärminister, ansvarig för ekologisk omställningMinister för Frankrikes utomeuropeiska områden |      | Élisabeth Borne | LREM - TdP |

### Ministrar
| Bild | Roll                                                                     | Namn                 | Namn                   | Parti      |
| ---- | ------------------------------------------------------------------------ | -------------------- | ---------------------- | ---------- |
|      | Minister för ekonomi, finans och industriell och digital suveränitet     |                      | Bruno Le Maire         | LREM       |
|      | Inrikesminister                                                          | Gérald Darmanin      | LREM                   |            |
|      | Europa- och utrikesminister                                              |                      | Catherine Colonna      | DVD        |
|      | Justitieminister                                                         |                      | Éric Dupond-Moretti    | DVG        |
|      | Minister för klimatomställning och territoriell sammanhållning           |                      | Amélie de Montchalin   | LREM       |
|      | Minister för nationell utbildning och ungdomsfrågor                      |                      | Pap Ndiaye             | DVG        |
|      | Försvarsminister                                                         |                      | Sébastien Lecornu      | LREM       |
|      | Minister för hälsa och folkhälsa                                         | Brigitte Bourguignon | LREM - TdP             |            |
|      | Minister för arbetsmarknad, full sysselsättning och integration          |                      | Olivier Dussopt        | TdP        |
|      | Minister för solidaritet, autonomi och personer med funktionsnedsättning |                      | Damien Abad            | DVD        |
|      | Minister för högre utbildning och forskning                              |                      | Sylvie Retailleau      | Oberoende  |
|      | Minister för jordbruk och livsmedelssuveränitet                          |                      | Marc Fesneau           | Modem      |
|      | Minister för transformation och offentlig service                        |                      | Stanislas Guerini      | LREM       |
|      | Kulturminister                                                           |                      | Rima Abdul-Malak       | DVG        |
|      | Minister för energiomställning                                           |                      | Agnès Pannier-Runacher | LREM - TdP |
|      | Minister för idrott och de olympiska och paralympiska spelen             |                      | Amélie Oudéa-Castéra   | LREM       |

### Delegerade ministrar
| Bild | Roll                                                                                        | Ansvarig minister                                                                 | Namn | Namn                 | Parti      |
| ---- | ------------------------------------------------------------------------------------------- | --------------------------------------------------------------------------------- | ---- | -------------------- | ---------- |
|      | Delegerad minister med ansvar för förbindelserna med parlamentet och det demokratiska livet | Premiärminister                                                                   |      | Olivier Véran        | LREM - TdP |
|      | Delegerad minister för jämställdhet, mångfald och lika möjligheter                          | Premiärminister                                                                   |      | Isabelle Lonvis-Rome | DVG        |
|      | Delegerad minister med ansvar för offentliga räkenskaper                                    | Minister för ekonomi och finans samt industriell och digital suveränitet          |      | Gabriel Attal        | LREM       |
|      | Delegerad minister med ansvar för lokala myndigheter                                        | Inrikesminister Minister för ekologisk omvandling och territoriell sammanhållning |      | Christophe Bechu     | Horizons   |
|      | Delegerad minister med ansvar för utrikeshandel och attraktivitet                           | Europa- och utrikesminister                                                       |      | Franck Riester       | Agir       |
|      | Delegerad minister med ansvar för Europa                                                    | Europa- och utrikesminister                                                       |      | Clement Beaune       | LREM - TdP |

### Statssekreterare
| Bild | Roll                                                                                        | Ansvarig minister           | Efternamn | Efternamn               | Parti     |
| ---- | ------------------------------------------------------------------------------------------- | --------------------------- | --------- | ----------------------- | --------- |
|      | Statssekreterare, regeringens talesperson                                                   | premiärminister             |           | Olivia Gregoire         | LREM      |
|      | Statssekreterare med ansvar för havet                                                       | premiärminister             |           | Justine Benin           | DVG       |
|      | Statssekreterare med ansvar för barn och unga                                               | premiärminister             |           | Charlotte Caubel        | Oberoende |
|      | Statssekreterare med ansvar för utveckling, La Francophonie och internationella partnerskap | Europa- och utrikesminister |           | Chrysoula Zacharopoulou | LREM      |

## Utveckling av regeringens sammansättning

### Ändring 25 juni 2022
Efter att ha valts om till parlamentsledamot i valet i juni 2022 presenterade ministern för Frankrikes utomeuropeiska områden Yaël Braun-Pivet sin kandidatur till talman i nationalförsamlingen. Eftersom det inte går att kombinera rollen som talman och minister, tillkännagav hon i ett dekret den 25 juni att hon avgick från sin roll som minister för utomeuropeiska områden. Med tanke på att en större ombildning av regeringen skulle tillkännages i början av juli togs portföljen över av premiärminister Élisabeth Borne.

## Representativitet

### Jämställdhet
Élisabeth Borne är den andra kvinnan att utses till Frankrikes premiärminister, efter Édith Cresson 1991. Bornes regering var jämställd vad gäller såväl självständiga ministrar (8 kvinnor och 9 män) som hela regeringen (14 kvinnor och 14 män, inklusive premiärministern). Däremot var det fem manliga delegerade ministrar jämfört med en kvinnlig. Å andra sidan var alla statssekreterare kvinnliga. Endast en kvinna, utrikesministern Catherine Colonna, hade en av de centrala ministerposterna (som man i Frankrike räknar som försvars-, inrikes-, justitie-, utrikes- och finansministern).

### Partitillhörighet
Regeringen samlade medlemmar från fem partier som ingår i den parlamentariska majoritetskoalitionen Ensemble, såväl som oberoende personer. La République en Marche! (LREM), presidentens parti, har hälften av posterna (premiärministern, 9 ministrar, 3 delegerade ministrar och 2 statssekreterare), inklusive 5 med dubbel LREM/TdP-anknytning. Bland de andra partierna finns det 1 minister från Territories de progrès (TdP) utan dubbel anknytning, 1 MoDem -minister, 1 delegerad minister från Horizons och 1 delegerad minister från Agir. Koalitionens övriga tre huvudpartier, nämligen En commun, Radikala partiet och Fédération progressiste, saknar poster. I regeringen ingår även 2 oberoende ministrar (1 minister och 1 statssekreterare), 5 oberoende vänster-ministrar (3 ministrar, 1 delegerad minister och 1 statssekreterare) och 2 ministrar från den oberoende högern.

### Ålder
Denna regering är den näst yngsta i den femte republiken, med en medelålder på 47,9 år (premiärministern inräknad). Endast regeringen Pompidou I, under Charles de Gaulles första mandatperiod som Frankrikes president, hade en lägre genomsnittsålder (47,6 år), efter regeringsombildningen 15 maj 1962.
Gabriel Attal, vid 33 års ålder, är den yngsta medlemmen i regeringen, medan Catherine Colonna, 66 år, är den äldsta. Regeringen har fyra trettioåringar, fjorton fyrtioåringar, sex femtioåringar och fyra sextioåringar.